# Companhia de Concessões Rodoviárias
Companhia de Concessões Rodoviárias oder kurz CCR S.A. ist eine brasilianische Autobahnbetriebsgesellschaft. Die börsennotierte Aktiengesellschaft ist Teil des Indexes der BOVESPA und hat ihren Sitz in São Paulo. Die CCR entstand 1999 aus einem Zusammenschluss mehrerer bedeutender Unternehmen der Bauwirtschaft.

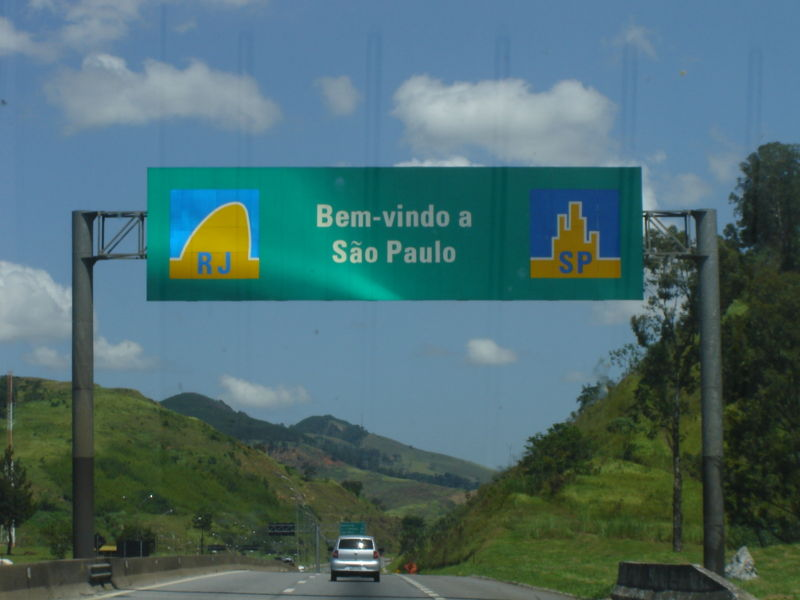
Rodovia Presidente Dutra Grenze zwischen Rio und São Paulo

Das Unternehmen mit rund 5000 Mitarbeitern ist in Brasilien über seine Tochtergesellschaften zuständig für den Betrieb von rund 2500 km Autobahnen, respektive Rodovia in brasilianischer Terminologie, und hält die Mautkonzessionen mehrerer bedeutender Hauptverkehrsadern vornehmlich im Bundesstaat São Paulo.
Zum Netz der CCR gehören unter anderem die Rio-Niterói-Brücke, die Rodovia Presidente Dutra zwischen Rio de Janeiro und São Paulo und der erst teilweise fertiggestellte Ring Rodoanel Mário Covas um die Stadt São Paulo.
Die Tochtergesellschaft ViaQuatro betreibt die Linie 4 der Untergrundbahn Metrô São Paulo. Das Unternehmen hält auch 45 % an Controlar, welches die technische Untersuchung aller Kraftfahrzeuge in São Paulo durchführt.